# Klaus Eichhorn
Klaus Eichhorn (* 1949 in Bruchhausen-Vilsen) ist ein deutscher Organist und Hochschullehrer.

## Leben
Eichhorn studierte Kirchenmusik (A-Examen) und Cembalo. Er war Mitbegründer der Musicalischen Compagney und Gründer der Capella Cantorum. 1972 bis 1981 war er Lehrbeauftragter beim Staats- und Domchor Berlin. Ab 1991 lehrte er an der Evangelischen Hochschule für Kirchenmusik Halle. 1994 wurde  als Professor für Orgel und Generalbass an die Hochschule für Künste Bremen berufen.

## Tonträger
- Canzonen und Motetten des Frühbarock
- 250 Jahre Silbermannorgel zu Nass
- Monarce della Musica
- Orgelmotetten
- Toccaten – die großen Meister der Orgel
- Die Gercke-Herbst-Orgel zu Basedow. Klaus Eichhorn spielt Werke norddeutscher Orgelmeister